# Rbati
Pour les articles homonymes, voir Rbati (homonymie).
Le rbati, également connu sous l'appellation parler ancien de Rabat, est un parler régional du Maroc. 
Pratiqué autrefois dans la ville impériale de Rabat, il est encore parlé par quelques dizaines de milliers de descendants des anciennes familles de Rabat. Parler préhilalien (en) citadin proche des parlers de Salé, de Fès et de Tétouan, on y retrouve quelques emprunts lexicaux à la langue espagnole et des caractéristiques de l'arabe andalou. Le rbati diffère de la darija, parler marocain standard, notamment par son lexique, sa prononciation, sa conjugaison et sa syntaxe, ainsi que par l'usage fréquent de diminutifs,,.

## Caractéristiques

### Phonologie

#### Cas des consonnes

##### Le /q/ (ق)
Le /q/ (ق, qaf), à part quelques rares exceptions, demeure en /q/ (emphatique) et n'est ni transformé ni prononcé en /g/. Cependant, la prononciation locale en fait un /ʔ/ (stop glottal) ou un /qh/ (uvulaire).

##### Lezézaiement
Un phénomène de zézaiement peut être observé, provocant les transformations /ž/→/z/ et /š/→/s/.

##### L'emphatisation
Le parler rbati présente quatre types d'emphases: /t/≠/ṭ/, /d/≠/ḍ/, /z/≠/ẓ/ et /r/≠/ṛ/.
À noter que les deux dernières emphases ne sont pas présentes dans l'arabe standard moderne.

#### Cas des voyelles

##### Le /i/
Le /i/ se réalise en /i/ ou en /e/ selon le mot, alors que dans les parlers bédouins, le /i/ se réalise en /ey/.

##### Le /u/
Le /u/ se réalise en /u/ ou en /o/ selon le mot, alors que dans les parlers bédouins, le /u/ se réalise en /aw/.

### Morphologie

#### Pluriel
À la différence des parlers bédouins et de la koinè urbaine de Rabat, dans le parler rbati le pluriel se réalise généralement en interne, sauf en cas de diminutif, où il se réalise en externe.

##### Exemples
- Senyia (plateau) → pl. rbati: Swāni ; pl. parlers bédouins: Senyiat
- Mεilqa (cuillère, diminutif) → pl. rbati: Mεilqat

#### Conjugaison
Contrairement à l'arabe standard moderne, la 2e personne du singulier ne différencie pas le masculin du féminin.

Au présent, le verbe prend le préfixe ka-.

Au futur, le préfixe ġadi- est invariable, et ne s'accorde ni en genre ni en nombre.

##### Exemples
- Singulier : v. qra (lire):

| Passé                                | Présent                               | Futur                                     | Impératif               |
| ------------------------------------ | ------------------------------------- | ----------------------------------------- | ----------------------- |
| (ana) qrit (j'ai lu)                 | (ana) ka-n-qra(je lis)                | (ana) ġadi-n-qra (je lirai)               | -                       |
| (nta) qriti (tu as lu, masc. & fem.) | (nta) ka-t-qra (tu lis, masc. & fem.) | (nta) ġadi-t-qra (tu liras, masc. & fem.) | qra (lis, masc. & fem.) |
| (hua) qra (il a lu)                  | (hua) ka-i-qra (il lit)               | (hua) ġadi-i-qra (il lira)                | -                       |
| (hia) qrat (elle a lu)               | (hia) ka-t-qra (elle lit)             | (hia) ġadi-t-qra (elle lira)              | -                       |

- Pluriel : v. seqsi (demander)

| Passé                                | Présent                             | Futur                                   | Impératif         |
| ------------------------------------ | ----------------------------------- | --------------------------------------- | ----------------- |
| (ḥna) seqsina (nous avons demandé)   | (ḥna) ka-n-seqsiu (nous demandons)  | (ḥna) ġadi-n-seqsiu (nous demanderons)  | -                 |
| (ntuma) seqsitiu (vous avez demandé) | (ntuma) ka-t-seqsiu (vous demandez) | (ntuma) ġadi-t-seqsiu (vous demanderez) | seqsiu (demandez) |
| (huma) seqsau (ils ont demandé)      | (huma) ka-i-seqsiu (ils demandent)  | (huma) ġadi-i-seqsiu (ils demanderont)  | -                 |

## Vocabulaire
| Rbati        | Marocain         | Français              | Remarques                                                             |
| ------------ | ---------------- | --------------------- | --------------------------------------------------------------------- |
| Noms         |                  |                       |                                                                       |
| chilia       | kourssi          | chaise                | de l'espagnol silla. kourssi en rbati signifie tabouret               |
| bezbouz      | robini           | robinet               |                                                                       |
| douera       | couzina          | cuisine               |                                                                       |
| falta        | ghelta           | faute                 | mot d'origine espagnole falta                                         |
| kezz, smiqli | berd             | froid                 |                                                                       |
| qjer         | mjer             | tiroir                |                                                                       |
| redoma       | qerεa            | bouteille             | mot présent dans les parlers de Tanger et Tétouan                     |
| tertoga      | teffaya          | cendrier              |                                                                       |
| msakoum      | mselkhir         | bonsoir               |                                                                       |
| ḥithelli     | labas elli       | heureusement que      |                                                                       |
| tεayelli     | yemken           | peut-être             |                                                                       |
| tebsi        | tebsel           | assiette              | mot d'origine turque tepsi                                            |
| mkellfa      | bouchouika       | varicelle             |                                                                       |
| deffa        | bab              | porte                 |                                                                       |
| tenka        | sendala          | sandale               | tchenkla dans les parlers de Tétouan et Tanger, de l'espagnol chancla |
| mektoub      | jib              | poche                 |                                                                       |
| paho         | boukhar          | vapeur                | de l'espagnol vapo                                                    |
| setwan       | hall             | couloir               | de l'espagnol zaguán                                                  |
| souirti      | zher             | chance                | de l'espagnol suerte                                                  |
| fersada      | cacha            | couette               | de l'espagnol frazada                                                 |
| khay         | khoya            | mon frère             |                                                                       |
| lichir       | derri            | petit garçon          |                                                                       |
| scuila       | mdrassa          | école                 | de l'espagnol escuela                                                 |
| menkhar      | nif              | nez                   |                                                                       |
| ysbaε        | sbeε             | doigt                 | pl. ysabeε                                                            |
| fdawech      | chaεria          | nouilles              | de l'espagnol fideos                                                  |
| khyer        | ḥsen             | mieux                 |                                                                       |
| niabi        | laglasse/labani  | glace                 | de l'espagnol niavé                                                   |
| laεoq        | koufitir         | confiture             |                                                                       |
| mgalfo       | forcheta         | fourchette            | du portugais garfo                                                    |
| garfona      | -                | fourchette à découper | du portugais garfo                                                    |
| zizwa        | meqraj del qahwa | cafetière             | du turc cezve                                                         |
| qteε         | -                | flacon                |                                                                       |
| sebaεiyat    | ligate           | gants                 |                                                                       |
| linqas       | dentelle         | dentelle              |                                                                       |
| strombia     | poufa            | pouf                  | du Turc stramia                                                       |
| korsi        | tabouri          | tabouret              |                                                                       |
| mtelta       | -                | lit pour une personne |                                                                       |
| mchemeε      | jelda            | nappe en plastique    |                                                                       |
| cheghnaq     | -                | averses               | du turc sağanak                                                       |
| tebji        | -                | glace                 | du turc Topçu                                                         |
| mouichtra    | chantillo        | échantillon           | de l'espagnol muestra                                                 |
| berslana     | cima/boslana     | ciment                |                                                                       |
| mechmoum     | mechmoum         | bouquet               |                                                                       |
| newar        | l'werd           | fleurs                |                                                                       |
| khodmi       | mous             | grand couteau         | mot présent dans le parler d'Oujda                                    |
| nbot         | douwaz           | entonnoir             |                                                                       |
| sfertka      | ḥekkaka          | râpe                  |                                                                       |
| jaεba        | medlek           | rouleau à pâtisserie  |                                                                       |
| kerrita      | jerrara          | roulette à pâtisserie |                                                                       |
| toq          | lkoul            | col                   |                                                                       |
| namousa      | chniwla          | moustique             |                                                                       |
| qerwata      | sraq zit         | cafard                | de l'espagnol cucaracha et présent dans les parlers du Nord           |
| moteε        | blasa            | place                 |                                                                       |
| jebayda      | lastik           | élastique             |                                                                       |
| Adjectifs    |                  |                       |                                                                       |
| barato       | rkhes            | pas cher              | mot d'origine espagnole                                               |
| mliḥ         | meziane          | bien                  | présent dans les parler de l'Oriental                                 |
| tayel        | khasser          | périmé                |                                                                       |
| ḥami         | skhoun           | chaud                 |                                                                       |
| mtewel       | mqadd            | droit                 |                                                                       |
| falso        | εyan             | mauvais               | mot d'origine espagnole                                               |
| mengad       | -                | nez droit             | mot présent dans le parler de Fes                                     |
| dehga        | bzaf             | abondant              |                                                                       |
| r'haje       | -                | extrêmement salé      |                                                                       |
| seqter       | -                | extrêmement citronné  |                                                                       |
| zεiq         | -                | extrêmement sucré     | présent dans les parlers du Nord زعيق                                 |
| ḥedja        | -                | extrêmement amer      |                                                                       |
| ghiss        | bassel           | incipide              |                                                                       |
| Verbes       |                  |                       |                                                                       |
| seqsi        | sewwel           | demander              | mot d'origine berbère                                                 |
| sneq         | sedd             | fermer                |                                                                       |
| rfed         | hezz             | soulever              |                                                                       |
| jber         | seb              | trouver               |                                                                       |
| ḥouz         | khebbi           | range                 |                                                                       |
| nezzel       | ḥett             | poser                 |                                                                       |
| seyeb        | laḥ              | jeter                 | présent dans les parlers du Nord                                      |
| tseyeb       | tlaḥ             | plonger               | présent dans les parlers du Nord                                      |
| mda          | tlef             | perdre                |                                                                       |
| εter         | tεekel           | trébucher             |                                                                       |
| medd         | εta              | donner                | de l'arabe مد                                                         |
| bettel       | ghyeb            | s'absenter            |                                                                       |
| qbet         | chedd            | tenir                 |                                                                       |
| ḥaz          | khebba           | cacher                |                                                                       |
| hewwed       | hbet             | descendre             |                                                                       |
| dwa          | hder             | parler                |                                                                       |
| fettech      | qelleb           | chercher              | de l'arabeفَتَّش                                                         |